# Poljane nad Škofjo Loko
Poljane nad Škofjo Loko – wieś w Słowenii, w gminie Gorenja vas-Poljane. W 2018 roku liczyła 471 mieszkańców.